# Juomojärvi
Juomojärvi är en sjö i Kiruna kommun i Lappland och ingår i Torneälvens huvudavrinningsområde. Sjön har en area på 0,087 kvadratkilometer och ligger 440,1 meter över havet.

## Delavrinningsområde
Juomojärvi ingår i det delavrinningsområde (757728-176650) som SMHI kallar för Inloppet i Paljasjärvi. Medelhöjden är 450 meter över havet och ytan är 9,64 kvadratkilometer. Räknas de 5 avrinningsområdena uppströms in blir den ackumulerade arean 45,97 kvadratkilometer. Saankijoki som avvattnar avrinningsområdet har biflödesordning 3, vilket innebär att vattnet flödar genom totalt 3 vattendrag innan det når havet efter 376 kilometer. Avrinningsområdet består mestadels av skog (51 procent) och sankmarker (48 procent). Avrinningsområdet har 0,09 kvadratkilometer vattenytor vilket ger det en sjöprocent på 0,9 procent.